# Национальный суперкомпьютерный центр в Швеции
Национальный суперкомпьютерный центр в Швеции (англ. National Supercomputer Centre in Sweden (NSC)) — суперкомпьютерный центр, расположенный в г.Линчёпинг (Швеция). В этом центре находится суперкомпьютер Triolith, имеющий вычислительную мощность в 407.2 Тфлопс по бенчмарку LINPACK, и занимающий 95 строчку в списке TOP500 за июнь 2014 года.